# 波尔多主教座堂

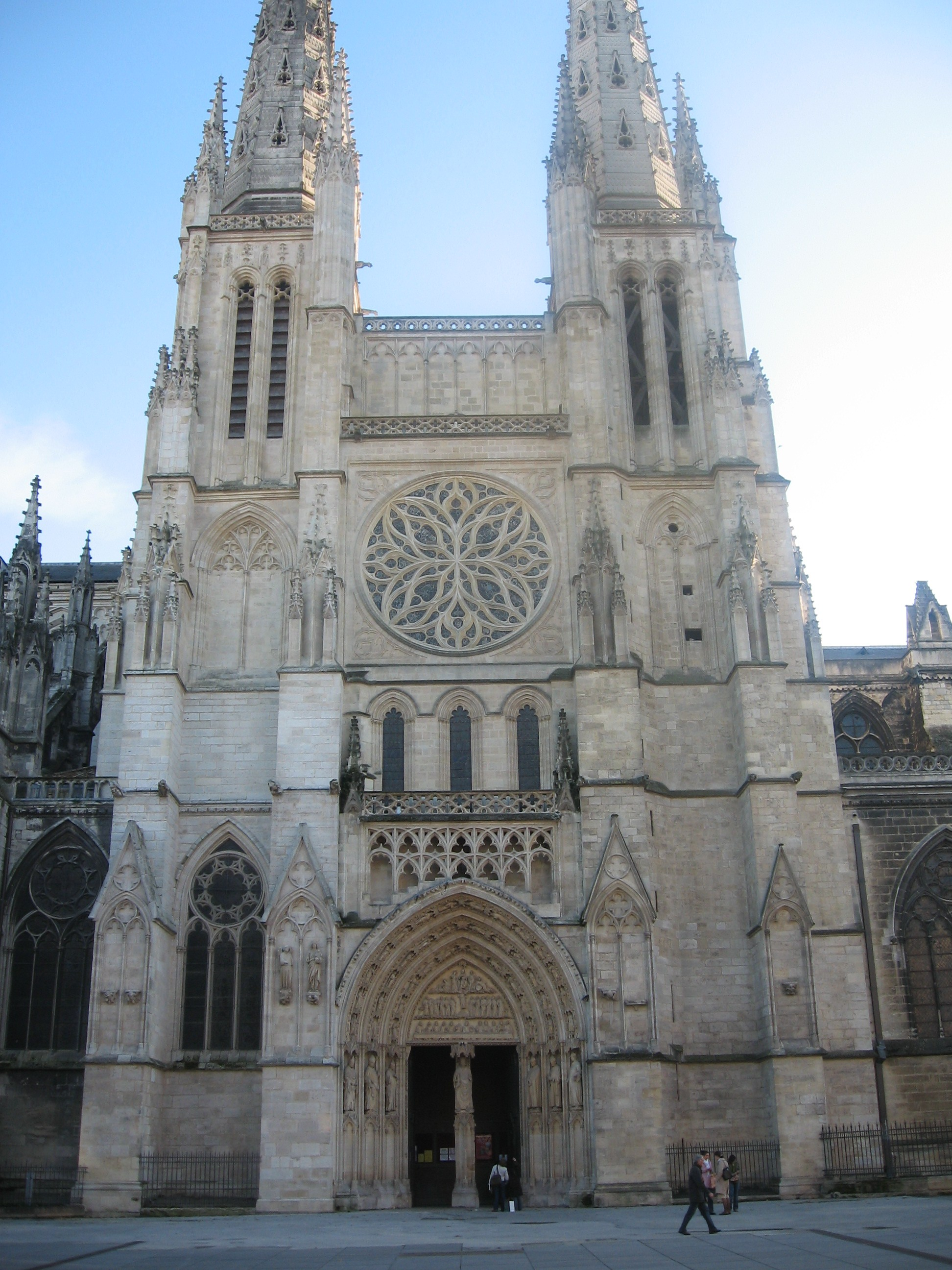
西立面

波尔多圣安德肋主教座堂（Cathédrale Saint-André de Bordeaux）是法国城市波尔多的一座天主教堂，天主教波尔多总教区的主教座堂，1096年，教宗乌尔班二世祝圣了这座教堂。最初的罗曼式建筑只保存了中殿的一面墙。王者门建于13世纪初，其余部分则建于14-15世纪。该建筑列为法国的国家纪念物。
1137年，15岁的阿基坦公爵威廉十世之女埃利诺在这座教堂嫁给路易七世，几个月后他就成为国王。阿基坦因此并入王室领地。  
有轨电车A线和B线可达。

## 图册

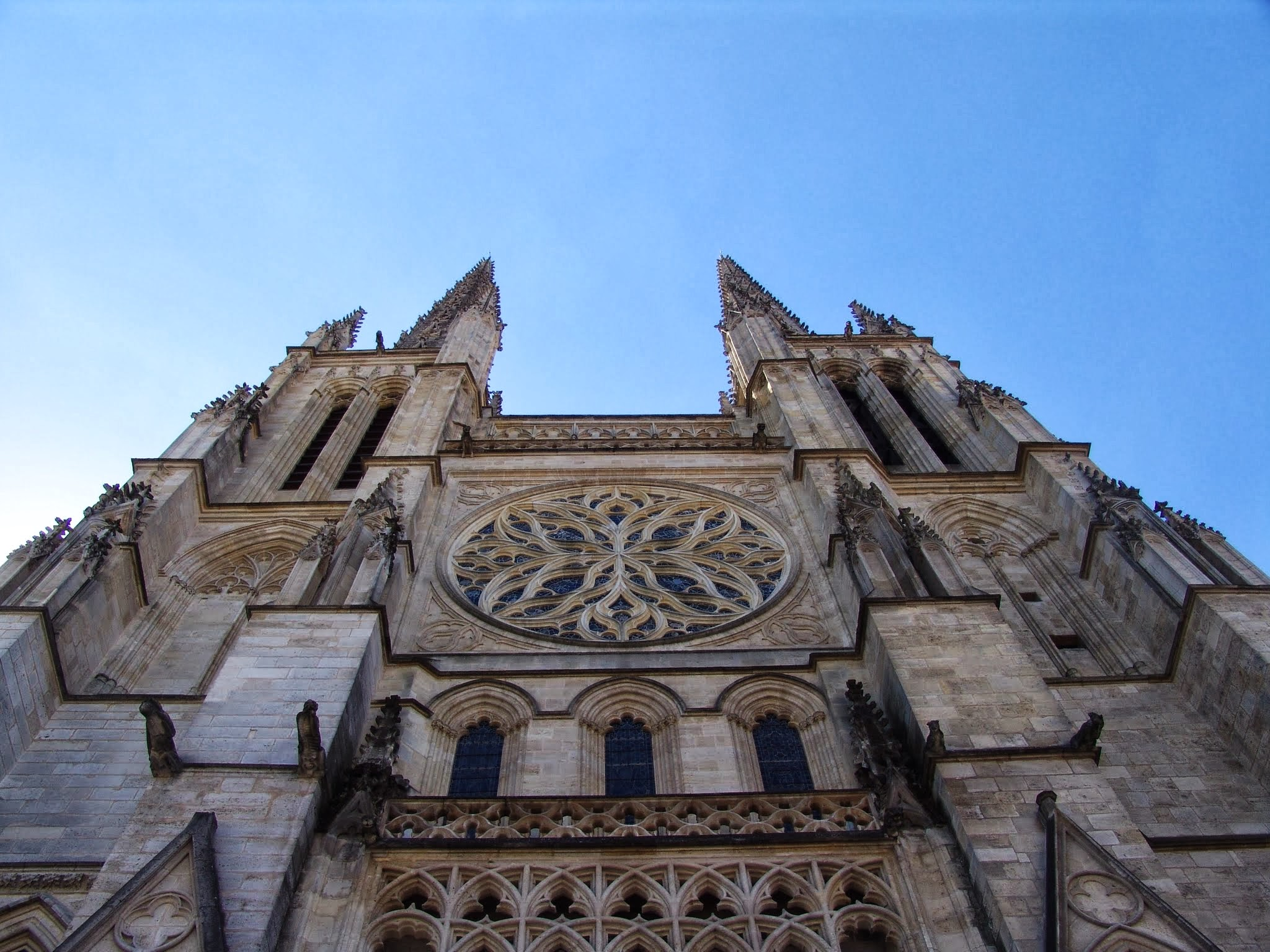
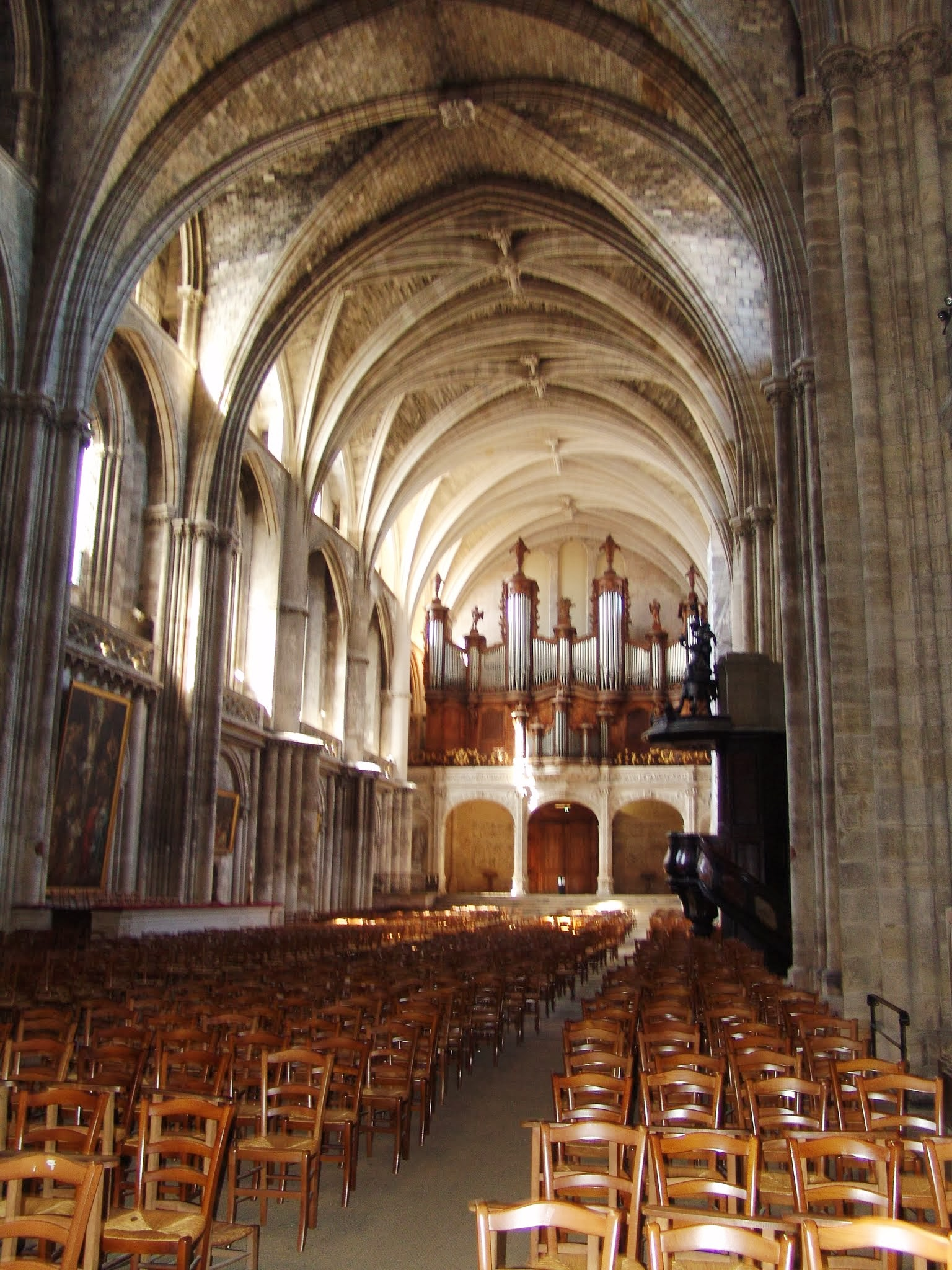
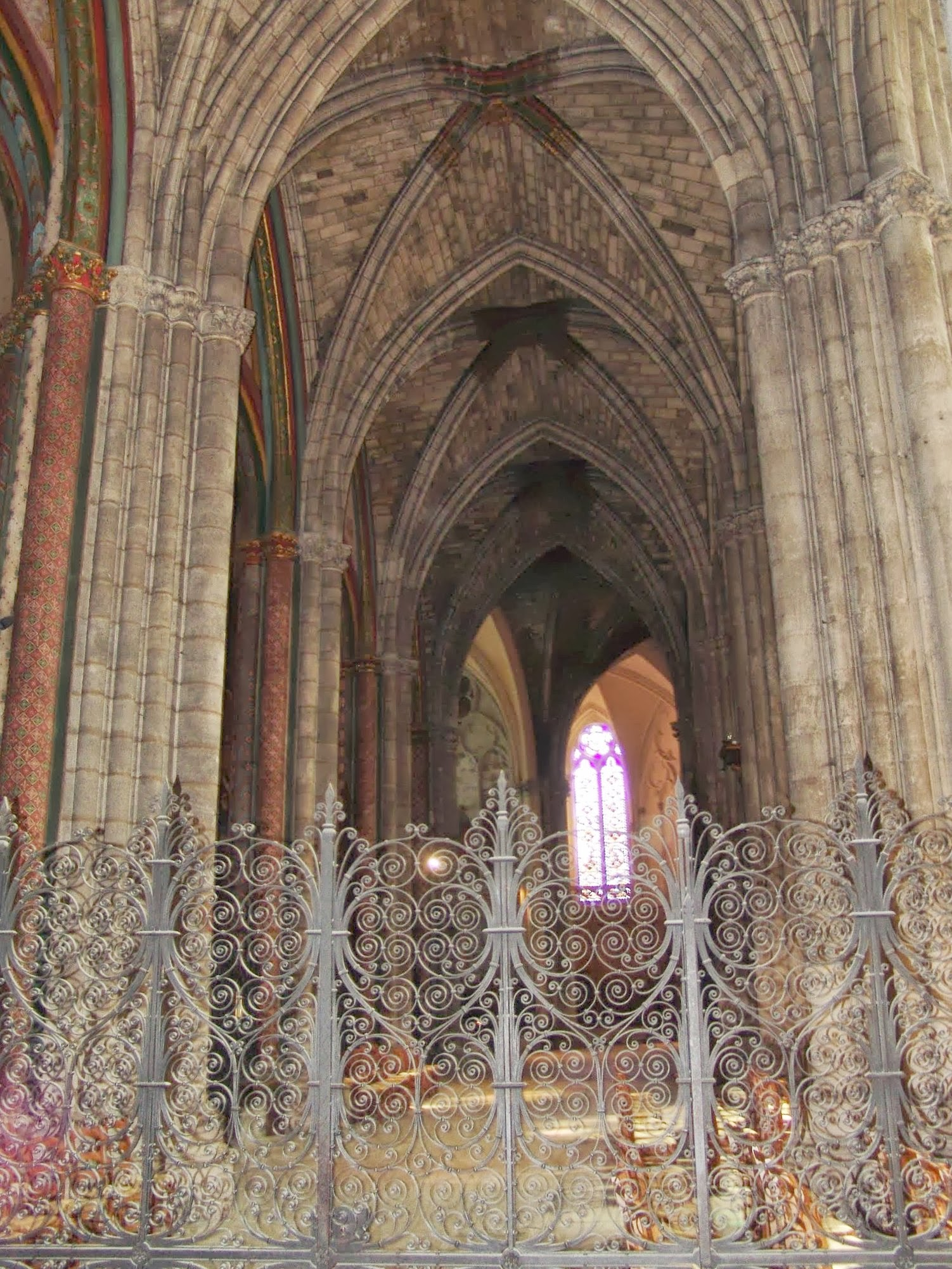
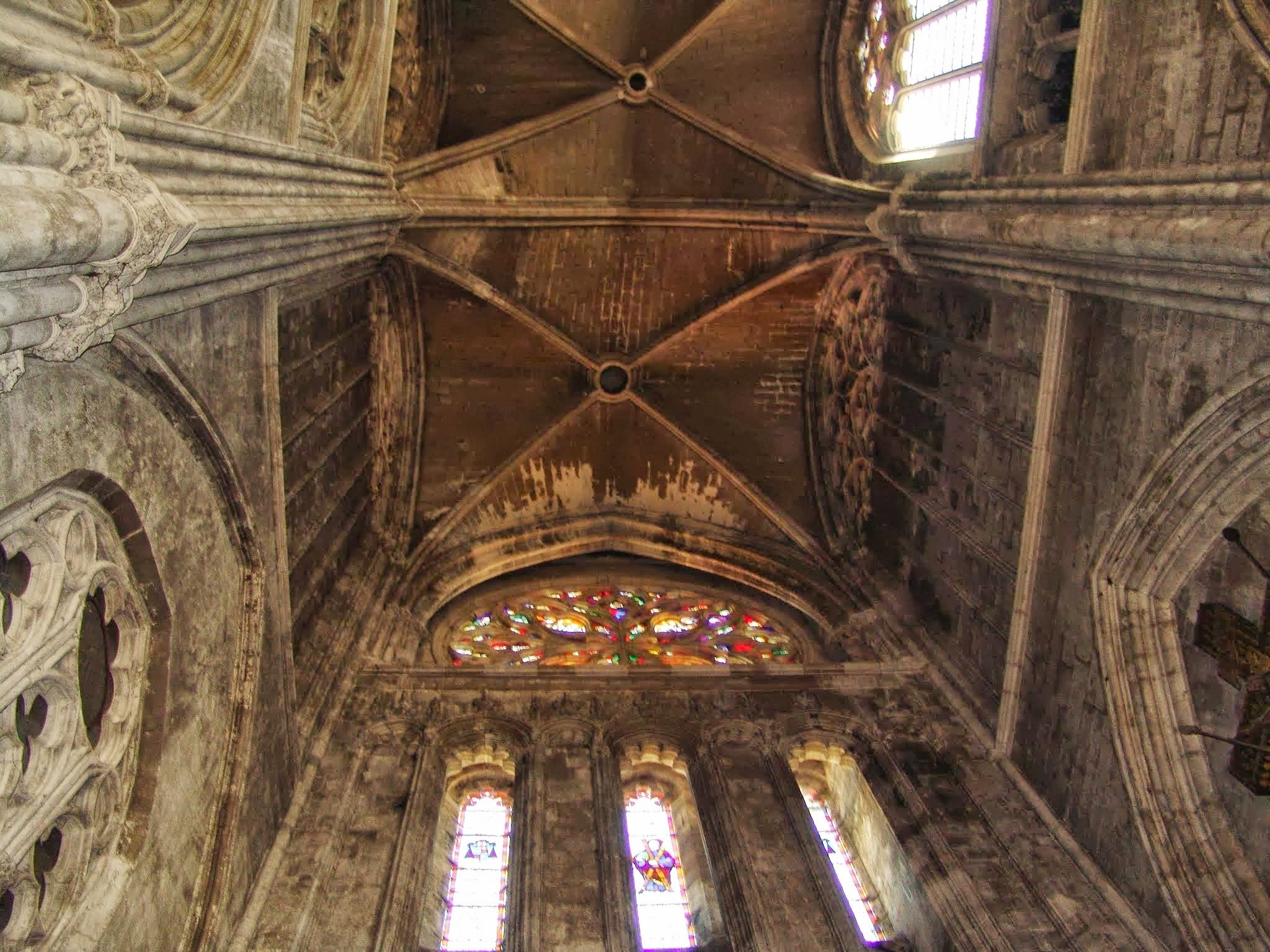